# 7463-as mellékút (Magyarország)
A 7463-as számú mellékút egy hat kilométer hosszú, négy számjegyű országos közút Vas vármegyében. Szőce és Őrimagyarósd községeket kapcsolja össze a környékük legforgalmasabb útvonalával, a 86-os főúttal.

## Nyomvonala
A 86-os főútból ágazik ki, annak 41,400-as kilométerszelvénye közelében, Szőce közigazgatási területén, nyugat-délnyugat felé. Szinte a kezdőpontjától egyből belterületen halad, Rimány településrész házai között húzódva, Arany János út néven, közel egy kilométeren keresztül. 2,7 kilométer után ér az út Szőce központjának belterületére, ott a neve Kölcsey Ferenc út. A falu házai közé érve egyből délnek fordul, úgy húzódik végig a belterület északi részén, majd 3,7 kilométer után újból nyugati, sőt északnyugati irányt vesz, a folytatásban a neve – azon a rövid szakaszon, amíg még szőcei házak között halad – Dózsa György út. 4,6 kilométer megtétele után keresztez egy patakot és átlép Őrimagyarósd területére. Ez utóbbi község legkeletibb házai mellett ér véget, beletorkollva a 7447-es útba, annak 9,600-as kilométerszelvénye táján.
Teljes hossza, az országos közutak térképes nyilvántartását szolgáló kira.gov.hu adatbázisa szerint 6,055 kilométer.

## Hídjai
Egyetlen hídját sem tartják nyilván az 1945 előtt épült hidak, illetve az 1945 után épült, 10 méternél hosszabb hidak között.